# Quebec Magnetic
Quebec Magnetic é um show ao vivo do Metallica, documentando as duas horas de apresentação da banda no Colisée Pepsi na cidade de Quebec, Canadá em 31 de outubro - 1 de novembro de 2009 na turnê World Magnetic Tour, lançado em 10 de dezembro de 2012. O álbum foi o primeiro lançado pela gravadora da banda chamada Blackened Recordings.
O álbum foi anunciado em 20 de setembro de 2012, com os fãs votando no internet para decidir qual dos shows seria lançado, o restante das canções foram incluídas nos "extras" do álbum. Em 22 de outubro, a lista de músicas, data de lançamento e capa foram divulgados. Um teaser de 33 segundos mostrando cenas do show foi divulgado em  19 de novembro.

## Lista de faixas
| N.º | Título                      | Compositor(es)                                              | Duração |  |
| 1.  | "That Was Just Your Life"   | James Hetfield, Lars Ulrich, Kirk Hammett, Robert Trujillo  |         |  |
| 2.  | "The End of the Line"       | Hetfield, Ulrich, Hammett, Trujillo.                        |         |  |
| 3.  | "The Four Horsemen"         | Hetfield, Ulrich, Dave Mustaine                             |         |  |
| 4.  | "The Shortest Straw"        | Hetfield, Ulrich.                                           |         |  |
| 5.  | "One"                       | Hetfield, Ulrich.                                           |         |  |
| 6.  | "Broken, Beat & Scarred"    | Hetfield, Ulrich, Hammett.                                  |         |  |
| 7.  | "My Apocalypse"             | Hetfield, Ulrich, Hammett, Trujillo.                        |         |  |
| 8.  | "Sad but True"              | Hetfield, Ulrich.                                           |         |  |
| 9.  | "Welcome Home (Sanitarium)" | Hetfield, Ulrich, Hammett.                                  |         |  |
| 10. | "The Judas Kiss"            | Hetfield, Ulrich, Hammett, Trujillo.                        |         |  |
| 11. | "The Day That Never Comes"  | Hetfield, Ulrich, Hammett, Trujillo.                        |         |  |
| 12. | "Master of Puppets"         | Hetfield, Ulrich, Burton, Hammett.                          |         |  |
| 13. | "Battery"                   | Hetfield, Ulrich.                                           |         |  |
| 14. | "Nothing Else Matters"      | Hetfield, Ulrich.                                           |         |  |
| 15. | "Enter Sandman"             | Hetfield, Ulrich, Hammett.                                  |         |  |
| 16. | "Killing Time"              | Vivian Campbell, Trevor Fleming, Raymond Haller, Davy Bates |         |  |
| 17. | "Whiplash"                  | Hetfield, Ulrich.                                           |         |  |
| 18. | "Seek & Destroy"            | Hetfield, Ulrich.                                           |         |  |

Faixas bônus
| N.º | Título                    | Compositor(es)                           | Duração |  |
| 19. | "For Whom the Bell Tolls" | Hetfield, Ulrich, Burton                 |         |  |
| 20. | "Holier Than Thou"        | Hetfield, Ulrich                         |         |  |
| 21. | "Cyanide"                 | Hetfield, Ulrich, Hammett, Trujillo      |         |  |
| 22. | "Turn the Page"           | Bob Seger                                |         |  |
| 23. | "All Nightmare Long"      | Hetfield, Ulrich, Hammett, Trujillo      |         |  |
| 24. | "Damage, Inc."            | Hetfield, Ulrich, Burton, Hammett        |         |  |
| 25. | "Breadfan"                | Burke Shelley, Tony Bourge, Ray Phillips |         |  |
| 26. | "Phantom Lord"            | Hetfield, Ulrich, Mustaine               |         |  |

## Créditos
- James Hetfield – vocalista, guitarra rítmica e solo em algumas músicas
- Lars Ulrich – bateria
- Kirk Hammett – guitarra solo
- Robert Trujillo – baixo